# Цзинь Цзинчжу
Цзинь Цзинчжу (кит. упр. 金京珠, пиньинь Jin Jingzhu, род. 5 января 1992 года) — китайская конькобежка и шорт-трекистка. Участница зимних Олимпийских игр 2022 года.

## Биография
Цзинь Цзинчжу родилась в городе Лунцзин, и уже в возрасте 5 лет научилась ездить на велосипеде[значимость факта?], часто играла в футбол с мальчиками. В возрасте 6-лет в 1998 году начала заниматься конькобежным спортом в спортивной школе. Сначала семья, отец Ким Чен Ир, мама Цзинь Юйшунь и старшая дочь Ким Генчжу, не поддерживала её в обучении катанию на коньках из-за тяжелых тренировок. После окончила спортивную школу города Яньцзи и Государственную спортивную школу.
В 2010 году она училась в школе физического воспитания Яньбянского университета. В 2006 году перешла из конькобежного спорта в шорт-трек и быстро прогрессировала, став ведущей спортсменкой провинции Цзилинь. В 2010 году была отобрана в сборную провинции Цзилинь и Национальную молодежную сборную.
На 16-х Играх провинции Цзилинь Цзинь Цзинчжу завоевала четыре золотые медали в гонке преследования на 7 кругов, на дистанциях 500 и 1500 метров и в индивидуальном многоборье. На юниорском чемпионате мира по шорт-треку в Курмайоре Цзинь завоевала бронзовую медаль в эстафете и 21-е место в общем зачёте. На зимней Универсиаде в Эрзуруме 31 января она заняла 9-е место на дистанции 500 м, 17-е на 1000 м и выиграла «серебро» в эстафетной гонке.
В конце 2016 года Цзинь Цзинчжу вернулась в конькобежный спорт и уже в сезоне 2018/19 дебютировала на Кубке мира. В феврале 2019 года на
чемпионате мира на отдельных дистанциях в Инцелле заняла 5-е место в командном спринте и 22-е места на дистанциях 500 и 1000 м. Следом на чемпионате мира в спринтерском многоборье в Херенвене стала 20-й в многоборье.
В том же году она участвовала в национальной чемпионате и в командной гонке преследования завоевала золотую медаль. В 2020 году на чемпионате мира на отдельных дистанциях в Солт-Лейк-Сити в составе китайской команды заняла 4-е место в командном спринте и 19-е в забеге на 500 м. В ноябре 2021 года Цзинчжу выиграла «бронзу» в командном спринте на Кубке мира в Ставангере.
На отборочных олимпийских соревнованиях Цзинь Цзинчжу заняла 1-е место на дистанции 500 м и 2-е место на 1000 м, после чего квалифицировалась на этих дистанциях на игры в Пекин. 13 февраля в Национальном зале конькобежного спорта "Ледяная лента на зимних Олимпийских играх в Пекине она пробежала дистанцию 500 м за 37,89 сек и заняла 12-е место. 17 февраля Цзинчжу заняла 22-е место в забеге на 1000 м с результатом 1:16,90 сек.

## Личная жизнь
Цзинь Цзинчжу окончила Яньбяньский университет на факультете физического воспитания в Яньцзи.